# Grażyna Tyszko
Grażyna Alicja Tyszko (Pabianice; 25 de Abril de 1949 — ) é um político da Polónia. Ela foi eleito para a Sejm em 25 de Setembro de 2005 com 10981 votos em 11 no distrito de Sieradz, candidato pelas listas do partido Samoobrona Rzeczpospolitej Polskiej.